# Grace Grung
Hjørdis Grace Grung, född 2 december 1895 i Chicago, död 1988, var en norsk skådespelare.
Grung var dotter till köpmannen Harald Martin Lehmann (1863–1947) och dennes hustru Inger (född 1871). Hon var från 1920 gift med arkitekten Leif Grung och hade med honom sonen Geir Grung.
Grace Grung var 1925 engagerad vid Radioteatret. Mellan 1933 och 1957 var hon engagerad vid Det Nye Teater. Hon gjorde även fyra filmroller 1931–1957 och debuterade i Tancred Ibsens Det stora barndopet.

## Filmografi
- 1931 – Det stora barndopet
- 1942 – Jeg drepte!
- 1950 – To mistenkelige personer
- 1957 – Slalåm under himmelen